# Hendrikus Colijn
Hendrikus (Hendrik) Colijn (Burgerveen, 22 juni 1869 – Ilmenau, 18 september 1944) was een Nederlands militair, topman bij Shell, waar hij miljonair werd, en politicus van de Anti-Revolutionaire Partij (ARP). Van 1925 tot 1926 en van 1933 tot 1939 was hij in vijf kabinetten met een korte loopduur minister-president van Nederland (kabinetten Colijn I, II, III, IV en V).

## Levensloop
Alhoewel geboren in de Haarlemmermeer in de provincie Noord-Holland, groeide Colijn op in de Brabantse streek Land van Heusden en Altena. Zowel zijn ouders als grootouders kwamen daarvandaan en hadden er een nering als landbouwer (gehad). In het in Noord-Brabant gelegen dorpje Uitwijk zat hij op de lagere school.
De familie behoorde oorspronkelijk tot de Christelijke Gereformeerde Kerken, een orthodox-calvinistisch kerkgenootschap met bevindelijke trekken. Toen deze in 1892 voor het overgrote deel met de zogenaamde dolerenden, die zich in 1886 van de Nederlandse Hervormde Kerk hadden afgescheiden, samengingen in de Gereformeerde Kerken in Nederland, voegde ook Colijn zich bij dit nieuwe gereformeerde kerkgenootschap.
In 1883 keerde Colijn terug naar Noord-Holland om een opleiding te volgen aan de christelijke kweekschool in Nieuw-Vennep. In deze plaats had hij ook zijn eerste betrekking: van 1884 tot 1886 werkte hij er als vrijwillig hulponderwijzer.

## Militaire loopbaan
Colijn ambieerde echter een loopbaan in een andere richting. Daarom volgde hij van 1886 tot 1890 een militaire opleiding bij het instructiebataljon te Kampen, tot 1892 gevolgd door een hoofdcursus officiersopleiding, eveneens in Kampen. In 1892 vond zijn benoeming plaats als tweede luitenant van het Koninklijk Nederlandsch-Indisch Leger (KNIL) en vertrok hij pasgetrouwd naar Nederlands-Indië, waar hij tot 1909 gelegerd was, voornamelijk in Atjeh. Hij onderscheidde zich onder meer door zijn bestuurscapaciteiten. In deze periode streefde de Nederlandse regering daar een machtsuitbreiding na, die door het leger geëffectueerd moest worden. Met militair geweld moesten de Indonesische eilanden buiten Java, de zogenoemde Buitengewesten, in bezit worden genomen.

### Lombok Expedities, 1894
In 1894 brak de Lombok-oorlog uit tussen de eilanden Bali en Lombok, waarbij Nederland aan de kant van Bali ging meevechten. Er vielen veel burgerslachtoffers en Colijn was als compagniecommandant bij de gepleegde wreedheden betrokken. Dat blijkt onder meer uit een lang na zijn dood gepubliceerde brief aan zijn vrouw over de aanval in Tjakra Negara, waar, naar Balinees gebruik, ook de vrouwen in de verdediging meevochten, soms met hun kind op de arm:
Ik heb er een vrouw gezien die, met een kind van ongeveer 1/2 jaar op den linkerarm, en een lange lans in de rechterhand op ons aanstormde. Een kogel van ons doodde moeder en kind. We mochten toen geen genade meer geven. Ik heb 9 vrouwen en 3 kinderen, die genade vroegen, op een hoop moeten zetten, en zo dood laten schieten. Het was onaangenaam werk, maar 't kon niet anders. De soldaten regen ze met genot aan hun bajonetten. 't Was een verschrikkelijk werk. Ik zal er maar over eindigen.
In Nederland werd de onderwerping van Lombok als een blijde gebeurtenis gezien en Colijn ontving voor zijn optreden in augustus 1895 de Militaire Willems-Orde.

### Atjeh
Naast zijn militaire taken werd Colijn ook belast met het civiel gezag over de plaatsen waar hij gelegerd was. Daar voerde hij een strategie uit met kleinere legereenheden die jacht maakten op de Atjehse verzetsleiders. Ook liet hij voortdurend patrouille lopen. De gouverneur van Atjeh, Joannes van Heutsz, volgde hem daarin. Voor zijn hardhandig bestuur werd Colijn bevorderd tot ridder in de Militaire Willemsorde derde klasse en ontving hij de eresabel voor getoonde dapperheid. Hij droeg de onderscheidingen aan zijn ambtskostuum als minister op het Binnenhof.

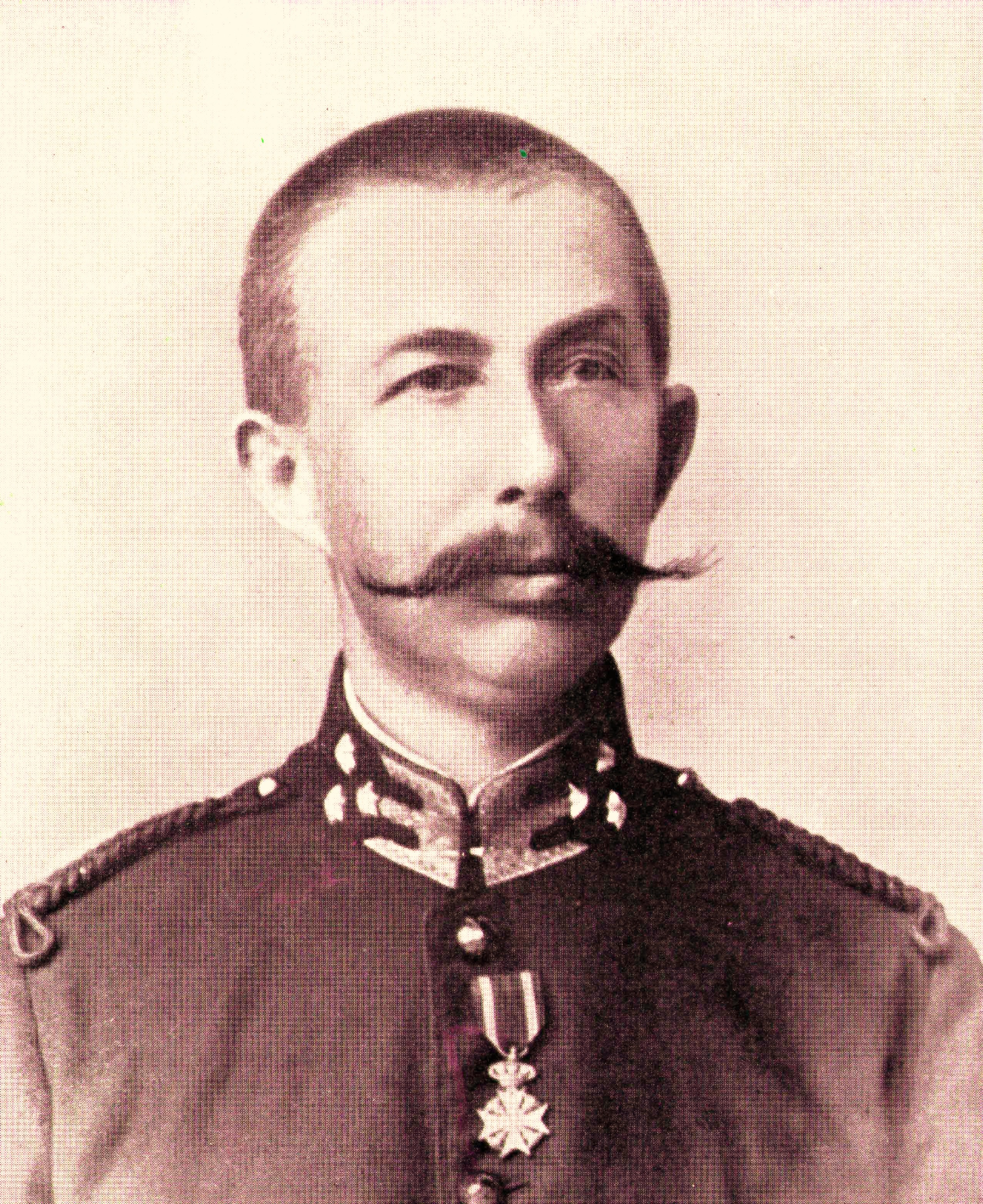
H. Colijn als kapitein van het Korps Marechaussee te Atjeh

### Naar Sabang, civiel bestuurder
In de periode van "het Verraad van Teukoe Oemar' (29 maart 1896) werd Colijn van Groot Atjeh overgeplaatst naar Poeloe Raja, een eiland vlak voor de westkust van Atjeh dat als een veilige uitvalsbasis diende voor patrouilles op het vasteland aan de westkust. Colijn omschreef deze locatie als de meest veilige plaats van Atjeh. Zijn verblijf op Poeloe Raja was van korte duur, want eind 1896 werd Colijn overgeplaatst naar de havenplaats Sabang op het eiland Poeloe Weh. Hij bleef hier tot oktober 1897 als bestuurder. Van november 1898 tot mei 1899 was Colijn civiel gezaghebber van de afdelingen Indrapoeri en Seulimeun te Groot-Atjeh (zie afbeelding van zijn huis te Seulimeun).

### Westkust Atjeh
In 1898 kwam Tapa Toean (westkust Atjeh) aan de beurt voor een militaire bezetting met een officier als besturend ambtenaar aan het hoofd. Voor deze verantwoordelijke functie werd de 1e luitenant der Infanterie H. Colijn uitverkoren om hier met 60 militairen een nieuwe post op te zetten. In deze nieuwe onderafdeling, die zich uitstrekte van Koeala Bateë tot aan de streek Troemon, moest Colijn met zijn ondergeschikten 'orde scheppen'. Op 3 juni 1899 kwam Colijn aan te Tapa Toean. Hij was Civiel & Militair Gezaghebber van Tapa Toean tot omstreeks oktober 1901. In 1901 werd hij wegens bijzondere verdiensten tot kapitein bevorderd. Hij werd in Tapa Toean opgevolgd door de kapitein M.J.J.B.H. Championi, ook een van Van Heutsz' parels op civiel en militair gebied.

### Noordkust Atjeh
Van 9 april tot 9 juli 1902 was hij vervolgens belast met het bestuur over de onderafdeling Lho Seumaweh (noordkust van Atjeh). Van 29 juni tot begin september 1902 was kapitein H. Colijn commandant van de vliegende colonne die vanuit de noordkust een tocht naar de binnenlanden maakte. De colonne leverde op de Hoogen Boer Intem-Intem (centraal Atjeh) een zwaar gevecht. Vanaf 20 april 1903 was hij wederom belast met het bestuur over de onderafdeling Lho Seumaweh. In 1903 droeg een vliegende colonne onder commando van Colijn die in de Kroeeng Pasé (noordkust Atjeh) ageerde, ertoe bij dat het machtige hoofd der Moekims XXII, Panglima Polèm II met 150 volgelingen te Lho Seumawe op 6 september 1903 zich onderwierp aan het Nederlandse gezag. Dit werd gezien als een enorme overwinning voor generaal Van Heutsz. In 1904 werd hij als beloning voor zijn verdiensten adjudant van generaal Van Heutsz. In 1904 ging hij met verlof naar Nederland, waar hij ontvangen werd door koningin Wilhelmina en koningin Emma.

### Centraal Atjeh
Na terugkomst te Atjeh werd Colijn assistent-resident van de Gajo- en Alaslanden. In navolging van de bekende tocht door de luitenant-kolonel G.C.E. van Daalen volgde onder commando van Colijn nog een dergelijke tocht naar de Gajo-, Alas- en Pakpak Bataklanden in de periode van 28 oktober 1904 tot en met 6 maart 1905. In april 1905 schreef Colijn een bestuursplan voor het Meer- en Dorotgebied. Hierin werden uitgebreide instructies voor de bestuurders vastgesteld. Conform dit plan kwam er een vast bivak met vier brigades van de 4e Divisie van het Korps Marechaussee te voet, 2 officieren en een dokter aan het Laut Tawar (centraal Atjeh). De oudste officier trad op als civiel bestuurder van het merengebied en aangrenzende gebieden. Samarkilang en Serbodjadi werden niet permanent bezet, maar er diende wel te worden gepatrouilleerd door de colonnes uit Lho Seumaweh (noordkust), Idi (oostkust) en Koeala Simpang (oostkust).

In 1907 verliet hij de militaire dienst met de rang van majoor.

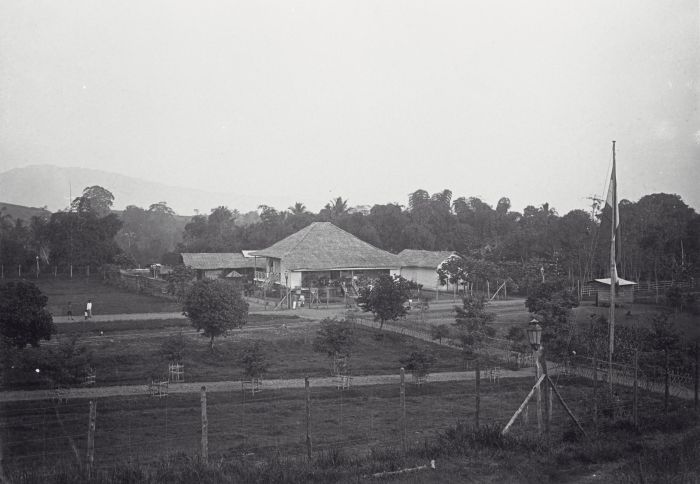
Het huis van Hendrik Colijn te Seulimeum, Atjeh (1898-1899)
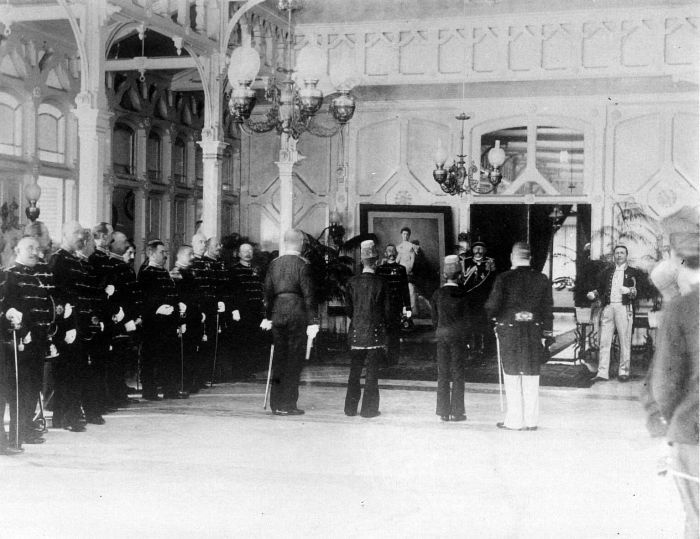
De officiële onderwerping van Pretendent Sultan te Kota Radja, januari 1903

## Uit dienst

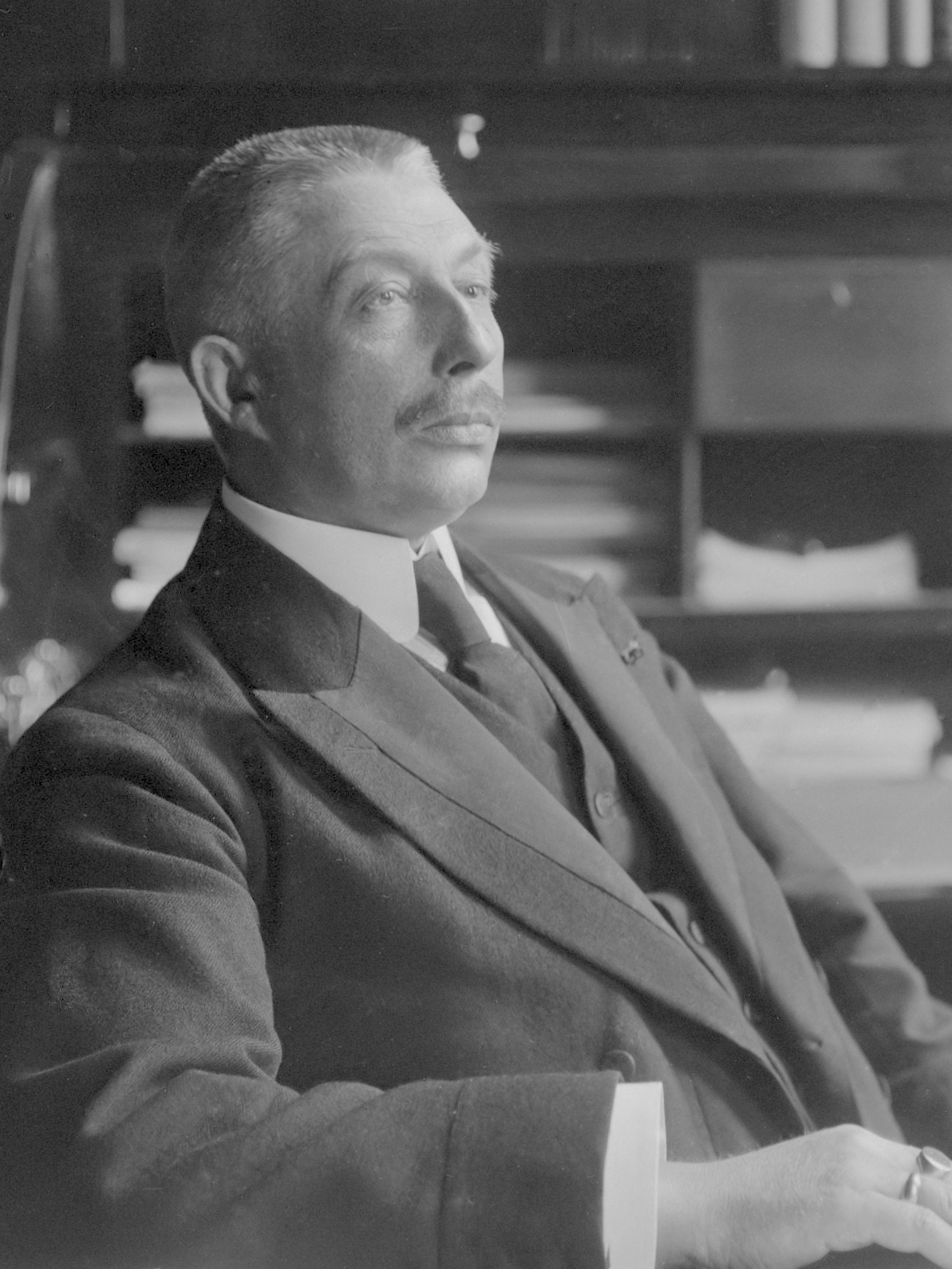
Hendrikus Colijn, minister van Oorlog (1913)

In 1907 werd Colijn benoemd tot secretaris van het gouvernement van Nederlands-Indië. Hij maakte in deze periode vele reizen door de hele Indonesische archipel. De vrucht van deze jaren is zijn uitvoerige studie Politiek beleid en bestuurszorg in de Buitenbezittingen (1907). Hij werd in 1910 namens de ARP lid van de Tweede Kamer voor het district Sneek. In 1911 volgde hij de afgetreden minister van Oorlog op, maar na de nederlaag van de coalitie in 1913 ging hij het bedrijfsleven in.

## Zakelijke topfunctie bij Shell
Colijn sloot in 1914 voor zichzelf een tienjarig miljoenencontract met de Bataafse Petroleum Maatschappij, die in 1906 was gefuseerd met Shell. Hij combineerde deze topfunctie met het lidmaatschap van de Eerste Kamer. Door de uitvinding van de auto steeg de vraag naar aardolie met grote sprongen en werden er grote winsten behaald. Onder leiding van Colijn werd in 1917 een nieuw hoofdkantoor in Den Haag betrokken en werd begonnen met de bouw van een netwerk van tankstations. Toen Colijn vertrok bij Shell was hij miljonair
Colijn weigerde het verzoek van koningin Wilhelmina in 1918 of hij het hoofd wilde worden van een nieuw te vormen confessionele regering.

## Politieke loopbaan

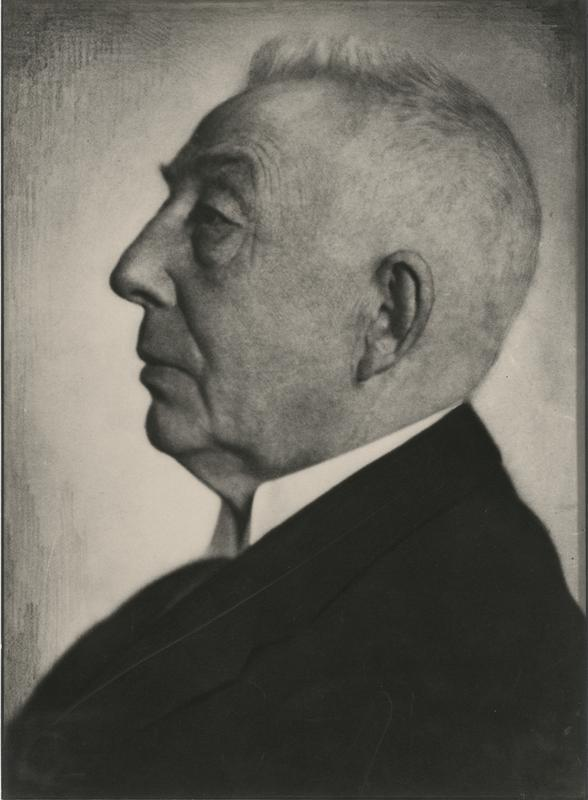
Colijn in de jaren dertig (foto Franz Ziegler)

Hij hield contact met de Nederlandse politiek als lid van de Eerste Kamer. Na de dood van Abraham Kuyper werd Colijn voorzitter van de ARP en hoofdredacteur van het ARP-partijorgaan De Standaard. Zodoende werd hij de partijleider van de ARP.
Op 11 augustus 1923 werd hij geïnstalleerd als minister van Financiën in het kabinet-Ruijs de Beerenbrouck II, ter vervanging van Dirk Jan de Geer die tijdens de Vlootcrisis zijn ontslag had aangeboden.
Het was in die dagen niet ongebruikelijk om oud-KNIL militairen in het kabinet te benoemen. Zo had Hendrik de Kock, minister van Binnenlandse Zaken onder koning Willem I, leiding gegeven aan de expedities naar Palembang en het neerslaan van het verzet op Java. Ook minister Idenburg doorliep een militaire loopbaan en vervulde de hoogste bestuursfunctie in zowel Suriname als Nederlands-Indië.
Colijns eerste periode als voorzitter van de ministerraad was van 1925 tot 1926. In dat kabinet bekleedde hij nogmaals de post van minister van Financiën. Daarna werd hij opnieuw Eerste Kamerlid.
In 1929 keerde Colijn terug in de Tweede Kamer als voorzitter van de ARP-fractie. Hij bekleedde die functie totdat hij in 1933 opnieuw voorzitter van de ministerraad werd. Er zouden in totaal vijf kabinetsperiodes volgen onder zijn leiding, waarin hij in de eerste twee tevens minister van Koloniën was, en in de laatste twee minister van Algemene Zaken. Zijn laatste regeringsperiode duurde overigens slechts twee weken: dat kabinet werd bij de regeringsverklaring weggestemd door een motie van wantrouwen van RKSP-fractievoorzitter Deckers.
Tijdens de financiële crisis van de jaren '30 voerde Colijn een strakke bezuinigingspolitiek, waarbij onder andere werd bezuinigd op ambtenarensalarissen en onderwijs. De verlaging van de werklozensteun mondde uit in het Jordaanoproer van 4 juli 1934, waarbij vijf doden vielen. Zijn hoofddoel, de handhaving van de gouden standaard, om zo de gulden niet te hoeven devalueren, moest hij echter op 27 september 1936 opgeven.

## Ga maar rustig slapen
Na de Duitse herbezetting van het Rijnland, die een schending was van het Verdrag van Locarno, hield Colijn op 11 maart 1936 een befaamde radiotoespraak. Hij wees op de internationale spanningen en kondigde aan dat winterlichting '35 langer onder de wapenen zou blijven. Dit was, aldus Colijn, slechts voorzorg. "Daarom maan ik nog eens aan om zich niet te laten verontrusten." Hij beëindigde zijn radiorede zo: 

Ik verzoek den luisteraars dan ook om wanneer ze straks hunne legersteden opzoeken, even rustig te gaan slapen als ze dat ook andere nachten doen. Er is voorshands nog geen enkele reden om werkelijk ongerust te zijn. En daarmee, geachte luisteraars, laat ik u over aan de verpozing die de radio u pleegt te bieden. Goedenavond.
— 1936

Naar deze uitspraak werd later vaak verwezen alsof Colijn "aan de vooravond van de Duitse bezetting" (dus kort voor mei 1940, toen hij geen minister meer was) over rustig gaan slapen zou hebben gesproken, maar dat is feitelijk onjuist.
De dienstplichtigen van de regimenten infanterie en van het regiment wielrijders, zo'n zesduizend man, zwaaiden niet af op de eerder voorgenomen datum van 14 maart, maar vijf weken later.

## Tweede Wereldoorlog

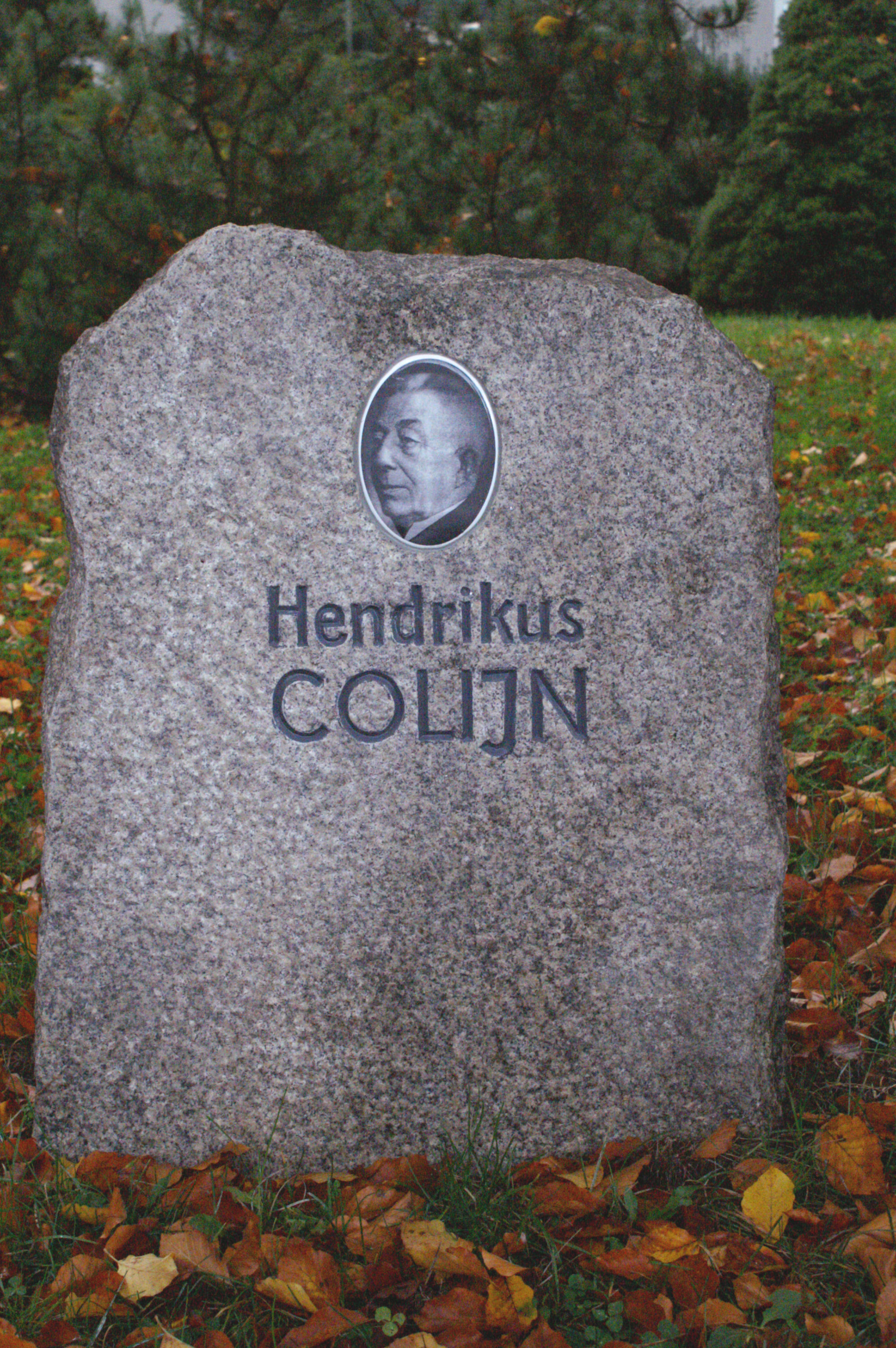
Gedenkteken van Colijn in Ilmenau

Nadat Nederland in 1940 werd bezet door de Duitsers, vluchtte de Nederlandse regering naar het Verenigd Koninkrijk, zonder het nemen van (nood)maatregelen. Colijn veroordeelde deze vlucht in scherpe bewoordingen omdat hij vond dat de regering actief zou moeten samenwerken met de bezetter. Hij verwoordde zijn standpunten in een brochure getiteld Op de grens van twee werelden, die half juli 1940 in druk verscheen. Hij riep daarin op de realiteit van de Duitse overmacht te aanvaarden:
Het alles domineerende feit is dan, dat, tenzij er werkelijke wonderen gebeuren, het vasteland van Europa in de toekomst geleid zal worden door Duitschland. [...] Moeten we in die richting nu zelf meewerken of moeten we gelaten afwachten, wat er over ons beschikt wordt? Wij kiezen uit volle overtuiging voor het eerste. Omdat er zooveel op het spel staat.
Hij wijzigde zijn standpunten, toen de Duitsers zijn ARP en de andere partijen verboden. Met de Nederlandsche Unie wilde hij niets te maken hebben en hij steunde steeds meer het verzet tegen de Duitsers.
In 1941 werd Colijn als gevolg van zijn steun aan het verzet door de Duitsers gevangengezet, in eerste instantie in het Limburgse Valkenburg, later in nazi-Duitsland, eerst in Berlijn en vervolgens in Hotel Gabelbach te Ilmenau (Thüringen), waar hij samen met zijn vrouw verbleef en een grote mate van vrijheid genoot. Zelfs had hij hier contact met hoge nazi's. Alhoewel op afstand verkerende van zijn vaderland, was hij op de hoogte van de kerkelijke perikelen, waarin de Gereformeerde Kerken destijds waren verwikkeld en die in 1944 tot een kerkscheuring - de Vrijmaking - zouden leiden. Hij kon weinig waardering opbrengen voor de Vrijgemaakten en hun voorman, de theoloog Klaas Schilder.
In datzelfde jaar overleed Hendrikus Colijn halverwege september op 75-jarige leeftijd aan een hartverlamming in zijn ballingsoord. In 1947 werd hij herbegraven in 's-Gravenhage. In 2006 werd besloten in Ilmenau een gedenkteken voor hem op te richten. Bij de gedenksteen is een tekst geplaatst, waarop een samenvatting staat van zijn carrière en de reden waarom hij in Ilmenau verbleef.

## Familie
Colijn was in 1893 getrouwd met Helena Groenenberg (1867-1947) en zij hadden drie zonen. Het gezin woonde aan de Stadhouderslaan 151 in Den Haag. Twee van hun zonen kwamen om tijdens de bezetting van het toenmalige Nederlands-Indië door de Japanners. Een van de twee omgekomenen was de amateur-bergbeklimmer Anton Colijn (1894-1945). De andere zoon was Pieter Colijn (1903-1943) die door het Japanse leger in 1943 onthoofd werd wegens verzetsactiviteiten.
Helen Colijn (1920-2006), kleindochter van Colijn en dochter van Anton Colijn, schreef een boek, De Kracht van een Lied, overleven in een vrouwenkamp, waarop de film Paradise Road uit 1997 is gebaseerd. Zij verbleef bij het uitbreken van de Tweede Wereldoorlog met haar ouders en zusters in Nederlands-Indië. Samen met twee zusters werd zij vanaf 1943 geïnterneerd in meerdere vrouwenkampen op Sumatra. Ook haar moeder was geïnterneerd. Moeder en zusters overleefden deze oorlogstijd.
Colijn had een broer die ook politicus was, Arie Colijn (1870-1932) geheten. Deze zat - eveneens voor de ARP - onder meer in de Tweede Kamer en was burgemeester van Nieuwer-Amstel.